# That's the Stuff
That's the Stuff è il secondo album in studio della hair metal band statunitense Autograph pubblicato nel 1985 per l'Etichetta discografica RCA Records.

## Il disco
L'album, spiccatamente in stile della band, si presenta meno accurato e più impreciso rispetto al precedente, difetti dovuti al poco tempo a disposizione per la sua produzione. Si può notare, durante il corso di tutte le tracce, che la melodicità e l'armonia sono maggiori rispetto al previo lavoro, elemento chiaramente di origine pop. Apre il disco la title track "That's the Stuff", incalzante e melodica, seguita da "Take No Prisoners" , in cui il gruppo cercò di emulare lo stile di "Turn Up the Radio", e "Blondes in Black Cars", trascinante canzone che ebbe inizialmente un discreto successo come singolo. Continuando, si ha una maggioranza di party-songs quali "Six String Fever", "Built for Speed" e "Paint This Town". L'album presenta anche una piacevole power ballad (Changing Hands) e un assolo di chitarra di Steve Lynch (Hammerhead), dove la sua tecnica del tapping a otto dita trova massima espressione.
Il disco fu pubblicato diversamente per ben tre volte: la prima edizione del 1985, con copertina su sfondo blu, venne ritirata dal commercio a causa di un'infrazione di copyright; sempre nel 1985 la RCA ripubblicò l'album, con copertina su sfondo rosso; infine nel 1986, sempre con copertina rossa, fu pubblicata la terza edizione ufficiale, che presentava come sesta traccia la cover dei Grand Funk Railroad "We're an American Band" al posto di "Six String Fever". Durante gli anni, sono state edite, da altre etichette discografiche, differenti versioni ristampate, sia blu che rosse, con entrambe le tracklist.

## Tracce

### Versione 1985 (copertina blu e rossa)
1. That's the Stuff – 4:24 (Steve Plunkett, Randy Rand, Steven Isham, Steve Lynch, Keni Richards)
2. Take No Prisoners – 3:57 (Steve Plunkett, Mike Post)
3. Blondes in Black Cars – 4:17 (Steve Plunkett, Keni Richards)
4. You'll Get Over It – 3:28 (Steve Plunkett, Keni Richards, Douglas Foxworthy)
5. Crazy World – 4:36 (Steve Plunkett, Steve Lynch)
6. Six String Fever – 4:35 (Steve Plunkett, Steve Lynch)
7. Changing Hands – 4:51 (Steve Plunkett, Douglas Foxworthy)
8. Hammerhead – 1:38 (Steve Lynch)
9. Built for Speed – 3:38 (Steve Plunkett, Randy Rand, Steven Isham, Steve Lynch, Keni Richards)
10. Paint This Town – 4:52 (Steve Plunkett, Keni Richards)

### Versione 1986 (copertina rossa)
1. That's the Stuff – 4:24 (Steve Plunkett, Randy Rand, Steven Isham, Steve Lynch, Keni Richards)
2. Take No Prisoners – 3:57 (Steve Plunkett, Mike Post)
3. Blondes in Black Cars – 4:17 (Steve Plunkett, Keni Richards)
4. You'll Get Over It – 3:28 (Steve Plunkett, Keni Richards, Douglas Foxworthy)
5. Crazy World – 4:36 (Steve Plunkett, Steve Lynch)
6. We're an American Band (Grand Funk Railroad cover) – 3:52 (Don Brewer)
7. Changing Hands – 4:51 (Steve Plunkett, Douglas Foxworthy)
8. Hammerhead – 1:38 (Steve Lynch)
9. Built for Speed – 3:38 (Steve Plunkett, Randy Rand, Steven Isham, Steve Lynch, Keni Richards)
10. Paint This Town – 4:52 (Steve Plunkett, Keni Richards)

- Attualmente, l'unica versione dell'album ad avere tutti gli 11 brani, è l'edizione Rock Candy Records (Collector's Edition 2009), che possiede la tracklist originale con l'aggiunta della cover come bonus track.

## Formazione
- Steve Plunkett - voce, chitarra ritmica
- Steve Lynch - chitarra solista
- Randy Rand - basso, cori
- Keni Richards - batteria
- Steven Isham - tastiere, cori

### Personale tecnico
- Eddie Delena - co-produzione
- Craig Engel - co-produzione
- Dave Wittman - missaggio
- Stephen Marcussen - masterizzazione

## Classifiche
| Classifica (1985) | Posizione |
| ----------------- | --------- |
| Billboard 200     | 92        |

### Singoli
| Anno | Singolo               | Posizione         | Posizione       | Posizione |
| Anno | Singolo               | Billboard Hot 100 | Mainstream Rock |           |
| ---- | --------------------- | ----------------- | --------------- | --------- |
| 1985 | Blondes in Black Cars | \                 | 38              |           |
| 1985 | That's the Stuff      | \                 | \               |           |